# The Witness (computerspel uit 2016)
The Witness is een puzzelspel ontwikkeld door Thekla, Inc.
Het spel kwam op 26 januari 2016 voor de PlayStation 4 en Windows uit. Er volgden ook versies voor iOS, macOS, de Nvidia Shield en de Xbox One.
The Witness werd ontworpen door Jonathan Blow, die ook het spel Braid ontwierp.